# Orongia
Orongia là một chi nhện trong họ Orsolobidae.